# Вихревые токи
Вихревы́е то́ки, или токи Фуко́ (в честь Ж. Б. Л. Фуко) — вихревой индукционный объёмный электрический ток, возникающий в электрических проводниках при изменении во времени потока магнитного поля, действующего на них.

## Происхождение термина
Термин вихревой ток происходит от аналогичных явлений, наблюдаемых в жидких средах в гидродинамике, вызывающих локализованные области турбулентности, известные как водовороты, и завихрения среды. По аналогии вихревым токам может потребоваться время для нарастания и они могут сохраняться в проводниках в течение некоторого короткого времени из-за их индуктивности.

## История
Впервые вихревые токи были обнаружены французским учёным Д. Ф. Араго (1786—1853) в 1824 году в медном диске, расположенном на оси под вращающейся магнитной стрелкой. За счёт вихревых токов диск приходил во вращение. Это явление, названное явлением Араго, было объяснено несколько лет спустя M. Фарадеем с позиций открытого им закона электромагнитной индукции: вращаюшееся магнитное поле от намагниченной стрелки наводит в медном диске вихревые токи взаимодействующие с магнитной стрелкой.
Вихревые токи были подробно исследованы французским физиком Фуко (1819—1868) и названы его именем. Фуко также открыл явление нагревания металлических тел, вращаемых в магнитном поле, вихревыми токами ― в сентябре 1855 года он обнаружил, что сила, необходимая для вращения медного диска, становится больше, когда его заставляют вращаться своим ободом между полюсами магнита, при этом диск самопроизвольно нагревается вихревым током, индуцированным в металле диска.

## Объяснение явления
Свободные носители заряда (электроны) в металлическом листе движутся с листом вправо, поэтому магнитное поле оказывает на них боковую силу из-за силы Лоренца. Поскольку вектор скорости {\displaystyle \mathbf {v} } зарядов направлен вправо, а магнитное поле {\displaystyle \mathbf {F} _{\text{2}}=-e(\mathbf {v} _{\text{2}}\times \mathbf {B} )}{\displaystyle \mathbf {B} } направлено вниз, из правила буравчика сила Лоренца на положительных зарядах 
{\displaystyle \mathbf {F} =-q(\mathbf {v} \times \mathbf {B} )} направлена к задней части диаграммы (слева если смотреть в направлении движения {\displaystyle \mathbf {v} }). Это вызывает ток {\displaystyle \mathbf {I} } по направлению к задней части под магнитом, который вращается по частям листа вне магнитного поля, по часовой стрелке вправо и против часовой стрелки влево, снова к передней части магнита. Подвижные носители заряда в металле, электроны, на самом деле имеют отрицательный заряд {\displaystyle (q<0),} поэтому их движение противоположно направлению показанного обычного тока.
Магнитное поле магнита, действующее на электроны, движущиеся вбок под магнитом, затем создает силу Лоренца, направленную назад, противоположную скорости металлического листа. Электроны при столкновении с атомами металлической решетки передают эту силу листу, оказывая на лист силу сопротивления, пропорциональную его скорости. Кинетическая энергия, которая потребляется на преодоление этой силы сопротивления, рассеивается в виде тепла за счёт токов, протекающих через сопротивление металла, так что металл получает тепло под магнитом.
Токи Фуко возникают под действием изменяющегося во времени (переменного) магнитного поля и по физической природе ничем не отличаются от индукционных токов, возникающих в проводах и вторичных обмотках электрических трансформаторов.

## Свойства
Токи Фуко могут использоваться для левитации токопроводящих объектов, движения или интенсивного торможения.
Вихревые токи также могут иметь нежелательные эффекты, например потери мощности в трансформаторах. В этом приложении их уменьшают за счет использования тонких пластин сердечника.
Поскольку электрическое сопротивление массивного проводника может быть мало, то сила индукционного электрического тока, обусловленного токами Фуко, может достигать чрезвычайно больших значений. В соответствии с правилом Ленца токи Фуко в объёме проводника выбирают такой путь, чтобы в наибольшей мере противодействовать причине, вызывающей их протекание, что является частным случаем принципа Ле Шателье. Поэтому, в частности, движущиеся в сильном магнитном поле хорошие проводники испытывают сильное торможение, обусловленное взаимодействием токов Фуко с внешним магнитным полем. Этот эффект используется для демпфирования подвижных частей гальванометров, сейсмографов и других приборов без использования силы трения, а также в некоторых конструкциях тормозных систем железнодорожных поездов.
Самоиндуцированные вихревые токи ответственны за скин-эффект в проводниках. Скин-эффект может использоваться для неразрушающего контроля деталей на микротрещины.

## Рассеивание мощности вихревыми токами
При определённых допущениях (однородный материал, однородное магнитное поле, отсутствие скин-эффекта и т. д.) потери мощности из-за вихревых токов на единицу массы для тонкого листа или проволоки можно рассчитать по следующему выражению:
{\displaystyle P={\frac {\pi ^{2}B_{\text{p}}^{\,2}d^{2}f^{2}}{6k\rho D}},}
где {\displaystyle P} — потеря мощности на единицу массы (Вт/кг),
{\displaystyle B_{p}} — максимальное магнитное поле (Тл),
{\displaystyle d} — толщина листа или диаметр проволоки (м),
{\displaystyle f} — частота (Гц),
{\displaystyle k} — константа, равная 1 для тонкого листа и 2 для тонкой проволоки,
{\displaystyle \rho } — удельное сопротивление материала (Ом·м),
{\displaystyle D} — плотность материала (кг/м3).
Это выражение справедливо только в так называемых квазистатических условиях, когда  скин-эффектом для данной частоты намагничивающего поля можно пренебречь, то есть когда электромагнитная волна проникает в материал на полную глубину.

## Уравнение диффузии
Вывод этого выражениея для моделирования эффекта вихревых токов в материале исходит из дифференциальной, магнитостатической формы закона Ампера, обеспечивая выражение для намагничивающего поля {\displaystyle \mathbf {H} } окружающей плотности тока {\displaystyle \mathbf {J} }:
{\displaystyle \nabla \times \mathbf {H} =\mathbf {J} ,}
{\displaystyle {\color {white}-}\nabla \left(\nabla \cdot \mathbf {H} \right)-\nabla ^{2}\mathbf {H} =\nabla \times \mathbf {J} .}
Из закона Гаусса для магнетизма:
{\displaystyle \nabla \cdot \mathbf {H} =0}
следует:
{\displaystyle -\nabla ^{2}\mathbf {H} =\nabla \times \mathbf {J} .}
Используя закон Ома, {\displaystyle \mathbf {J} =\sigma \mathbf {E} }, который связывает плотность тока {\displaystyle \mathbf {J} } с электрическим полем {\displaystyle \mathbf {E} } с точки зрения проводимости материала {\displaystyle \sigma ,} и предполагая изотропную однородную проводимость, уравнение можно записать как:
{\displaystyle -\nabla ^{2}\mathbf {H} =\sigma \nabla \times {\boldsymbol {E}}.}
Используя дифференциальную форму закона Фарадея {\displaystyle \nabla \times \mathbf {E} =-\partial \mathbf {B} /\partial t}, получаем
{\displaystyle {\color {white}-}\nabla ^{2}\mathbf {H} =\sigma {\frac {\partial \mathbf {B} }{\partial t}}.}
По определению {\displaystyle \mathbf {B} =\mu _{0}(\mathbf {H} +\mathbf {M} )}, где M — намагниченность материала, а μ0 проницаемость вакуума. Таким образом, уравнение диффузии принимает вид:
{\displaystyle {\color {white}-}\nabla ^{2}\mathbf {H} =\mu _{0}\sigma \left({\frac {\partial \mathbf {M} }{\partial t}}+{\frac {\partial \mathbf {H} }{\partial t}}\right).}

## Применение
Тепловое действие токов Фуко используется в индукционных печах, где в катушку, питаемую высокочастотным генератором большой мощности, помещают проводящее тело, в котором возникают вихревые токи, разогревающие его до плавления. Подобным образом работают индукционные плиты, в которых металлическая посуда разогревается вихревыми токами, создаваемыми переменным магнитным полем катушки, расположенной внутри плиты.
Вихретоковый контроль — один из методов неразрушающего контроля изделий из токопроводящих материалов.
С помощью токов Фуко осуществляется прогрев металлических частей вакуумных установок и радиоламп для их дегазации во время вакуумирования.

### Тормозные системы
В соответствии с правилом Ленца вихревые токи протекают внутри проводника по таким путям и направлениям, чтобы своим действием возможно сильнее противиться причине, которая их вызывает. Вследствие этого при движении в магнитном поле на хорошие проводники действует тормозящая сила, вызываемая взаимодействием вихревых токов с магнитным полем. Этот эффект используется в ряде приборов для демпфирования колебаний их подвижных частей (маятник Вальтенхофена)

### Левитация и отталкивающие эффекты
В переменном магнитном поле индуцированные токи проявляют диамагнитноподобные эффекты отталкивания. Проводящий объект будет испытывать силу отталкивания. Это явление может поднимать объекты против силы тяжести, но с постоянной потребляемой мощностью, чтобы компенсировать энергию, рассеиваемую вихревыми токами. Примером применения является отделение алюминиевых банок от других металлов в вихретоковом сепараторе. Черные металлы цепляются за магнит, а алюминий (и другие цветные проводники) отталкиваются от магнита; это помогает разделить поток отходов на металлолом черных и цветных металлов.
С очень сильным ручным магнитом, например, сделанным из неодима, можно легко наблюдать очень похожий эффект, быстро проведя магнитом по монете с небольшим промежутком. В зависимости от силы магнита, идентичности монеты и расстояния между магнитом и монетой, можно заставить монету протолкнуться немного впереди магнита — даже если монета не содержит магнитных элементов, таких как пенни США . Другой пример — это падение сильного магнита в медной трубке — магнит падает очень медленно.
В сверхпроводнике поверхностные вихревые токи точно нейтрализуют поле внутри проводника, поэтому магнитное поле не проникает через проводник. Поскольку энергия не теряется в сопротивлении, вихревые токи, возникающие при приближении магнита к проводнику, сохраняются даже после того, как магнит находится в неподвижном состоянии, и могут точно уравновесить силу тяжести, допуская магнитную левитацию. Сверхпроводники также демонстрируют отдельное по своей сути квантово-механическое явление, называемое эффектом Мейснера, при котором любые силовые линии магнитного поля, присутствующие в материале, когда он становится сверхпроводящим, вытесняются, таким образом, магнитное поле в сверхпроводнике всегда равно нулю.
Используя электромагниты с электронным переключением, сравнимым с электронным регулированием скорости, можно создавать электромагнитные поля, движущиеся в произвольном направлении. Как описано выше в разделе, посвященном вихретоковым тормозам, поверхность неферромагнитного проводника стремится покоиться в этом движущемся поле. Однако, когда это поле движется, транспортное средство может левитировать и двигаться. Это сравнимо с маглевом, но не привязано к рельсам.
Во многих случаях токи Фуко могут быть нежелательными. Для борьбы с ними принимаются специальные меры: с целью предотвращения потерь энергии на нагревание сердечников трансформаторов, эти сердечники набирают из тонких пластин, разделённых изолирующими прослойками (шихтовка). Появление ферритов сделало возможным изготовление этих сердечников сплошными.